# Italiensk-turkiska kriget
Italiensk-turkiska kriget, även kallat Tripoliskriget, ägde rum mellan 1911 och 1912 och handlade om striden mellan Italien och Turkiet om osmanska besittningar i Nordafrika. Italien var intresserat av hur det skulle gå med det vacklande osmanska riket. Sedan man försäkrat sig om fransk passivitet 1902 passade man nu på att gå till anfall medan de övriga makterna var upptagna av andra Marockokrisen.

## Historia
Den brittiske utrikesministern sir Edward Grey rådde på förfrågan sin italienska kollega, Antonino Paternò-Castello di San Giuliano, att hitta på ett rimligt motiv till att starta krig. Ett sådant konstruerades med hjälp av ett påstått knivöverfall på några italienare i Tripolis. Den 29 september 1911 förklarade Italien krig mot Turkiet. Den 1 oktober sattes kusten i blockad och två dagar senare bombarderades staden Tripolis och marinsoldater landsteg. Samtidigt anföll man Cyrenaika, och den 5 oktober erövrades Tobruks hamn. Sedan Enver Bey lyckats organisera försvaret hejdades det italienska anfallet. Endast kustlandet förblev i italienarnas händer. 
För att tvinga Turkiet på knä anföll i april månad 1912 amiral Viale de turkiska militära anläggningarna vid Dardanellerna, och den 23 april landsteg trupper på Dodekanisos. Härmed såg stormakterna sina intressen vid Dardanellerna hotade. De försökte medla fred, och eftersom Turkiet även hotades av Balkanstaterna, Grekland, Bulgarien och Serbien, gick det med på förhandlingar den 12 juli. Freden slöts i Ouchy (nära Lausanne) i oktober 1912, varvid Turkiet avstod Dodekanisos, Tripolitanien och Cyrenaika till Italien. 
Redan den 8 oktober utbröt första Balkankriget. Och Italien hade dock ännu några år svårigheter med att kuva berberna och araberna i det inre. Svåra revolter, underblåsta av tyskar och turkar ägde rum under första världskriget.